# Kaap Holland Film
Kaap Holland Film is een Nederlands filmproductiemaatschappij dat gevestigd zit in Amsterdam en sinds juni 2015 films produceert. Kaap Holland Film staat onder leiding van filmproducent Maarten Swart en is onder andere bekend van de Bon Bini Holland-filmreeks en de films Red Sandra en Zee van tijd.

## Geschiedenis
Kaap Holland Film is van oorsprong een filmafdeling die toebehoorde tot het vroegere televisie- en filmproductiemaatschappij Eyeworks. In juni 2014 werd Eyeworks overgekocht door Warner Bros. Television Group, onderdeel van het Amerikaanse televisie- en filmproductiemaatschappij Warner Bros. Een jaar later, op 22 juni 2015, werd de televisieafdeling van Eyeworks omgedoopt tot Warner Bros. International Television Production Nederland, terwijl de filmafdeling verder ging onder de naam Kaap Holland Film onder leiding van filmproducent Maarten Swart.
In oktober 2015 bracht Kaap Holland Film de film Ja, ik wil! uit, dit werd de eerste film die werd geproduceerd onder de nieuwe naam. De film was meteen ook het eerste succes voor de productiemaatschappij; binnen vijf dagen werd de film bekroond met een Gouden Film voor het behalen van 100.000 bezoekers.

## Producties
Hieronder een selectie van films die zijn geproduceerd door Kaap Holland Film:
- 2015: Ja, ik wil!
- 2015: Bon Bini Holland
- 2016: Familieweekend
- 2016: Hart Beat
- 2016: De Zevende Hemel
- 2017: Ron Goossens, Low Budget Stuntman
- 2017: Hotel de grote L
- 2017: Bella Donna's
- 2017: Le Fidèle
- 2018: Bon Bini Holland 2
- 2020: Bon Bini: Judeska in da House
- 2021: Red Sandra
- 2022: Zee van tijd
- 2022: Good Bad Girl
- 2022: Burning Days
- 2022: Bon Bini Holland 3
- 2023: Beraber
- 2023: Wander to Wonder
- 2023: Bon Bini: Bangkok Nights
- 2024: Krazy House
- 2024: Een schitterend gebrek
- 2025: Bad Boa's